# Mounir El Masrouri
Mounir El Masrouri (Oslo, 28 dicembre 1984) è un ex calciatore e giocatore di calcio a 5 norvegese, difensore del KFUM Oslo.

## Carriera

### Club
El Masrouri iniziò la carriera professionistica con la maglia dello Skeid. Debuttò nella 2. divisjon il 18 agosto 2002: sostituì infatti Yngvar Ånensen nella sconfitta casalinga per tre a zero contro il Tollnes. Il 4 maggio segnò la prima rete, nel successo per due a uno sul Bærum.
Il 28 gennaio 2008 fu ufficializzato il suo trasferimento al Sarpsborg Sparta. Esordì con questa casacca il 6 aprile, giocando da titolare nella sconfitta per due a zero in trasferta sul campo dello Hødd.
L'anno seguente, si trasferì al Manglerud Star.
El Masrouri gioca anche per la Nazionale di calcio a 5 della Norvegia.

## Palmarès

### Calcio

#### Club

##### Competizioni nazionali
- 2. divisjon: 2

Bærum: 2011 (gruppo 2), 2013 (gruppo 1)